# ライヴ・ヌード・ギターズ
『ライヴ・ヌード・ギターズ』 (LIVE NUDE GUITARS) は、1988年に発表されたブライアン・セッツァーのアルバム。

## 解説
ブライアン・セッツァーの2作目のソロ・アルバム。3人のプロデューサーを起用し、ロカビリーをハードロック風にアレンジした曲や当時の流行であったシンセサイザーやドラムマシンを取り入れた曲もあり、前作よりも更に幅広い音楽性を感じさせる作品となった。また、6曲目「テンパー・シュア・イズ・ライジン」では、俳優のブルース・ウィリスがハーモニカを吹いている。

## 収録曲
1. レッド・ライトニング・ブルース - Red Lightning Blues
2. ロッカビリティ - Rockabilly
3. レベリーン - Rebelene
4. ナーバス・ブレイクダウン - Nervous Breakdown
5. エヴリ・ティア・ザット・フォールス - Every Tear That Falls
6. テンパー・シュア・イズ・ライジン - Temper Sure Is Rising
7. ホェン・ザ・スカイ・カムズ・タンブリン・ダウン - When The Sky Comes Tumblin' Down
8. シー・シンクス・アイム・トラッシュ - She Thinks I'm Trash
9. ラヴ・イズ・リペイド・バイ・ラヴ・アローン - Love Is Repaid By Love Alone
10. ロージー・イン・ザ・ミドル - Rosie In The Middle
11. ソー・ヤング、ソー・バッド、ソー・ホワット - So Young, So Bad, So What
12. ザ・レイン・ウォッシュト・エヴリシング・アウェイ - The Rain Washed Everything Away